# Guangfu, Hebei
Guangfu är en köping i häradet Yongnian, Handan, Hebei, Kina. I staden finns den AAAAA-rankande turistattraktionen Den antika staden Guangfu som bevarar en kinesisk stad från Ming-eran genom dess arkitektur, stora stadsmurar och expansiva vallgravar.